# Hyalurga halizoa
Hyalurga halizoa är en fjärilsart som beskrevs av Druce 1907. Hyalurga halizoa ingår i släktet Hyalurga och familjen björnspinnare. Inga underarter finns listade i Catalogue of Life.